# Newt Arnold
Newt Arnold (Palo Alto, 22 de febrero de 1922-Encino, 12 de febrero de 2000) fue un director, productor, actor y guionista de cine estadounidense. Dirigió el filme Bloodsport, el cual se estrenó en 1988 y se convirtió en una película de culto. Ganó el Premio del Sindicato de Actores por su trabajo como asistente de dirección en El Padrino II.
Falleció de leucemia el 12 de febrero de 2000 en su hogar de Encino, California.

## Filmografía

### Como director
- 1988 - Bloodsport
- 1971 - Blood Thirst
- 1962 - Hands of a Stranger

### Como guionista
- 1958 - Matinee Theater
- 1958 - The Restless Gun
- 1962 - Hands of a Stranger